# Isla de Sajalín
La isla de Sajalín (en ruso: Сахалин, Sajalín; en chino tradicional, 庫頁; en chino simplificado, 库页; pinyin, Kùyè; en japonés: 樺太 Karafuto proveniente del ainu Karafuto o Krafto) es una isla rusa, en el mar de Ojotsk, separada de Hokkaidô por el estrecho de La Pérouse, y de Siberia por el estrecho de Tartaria. Administrativamente, pertenece al óblast de Sajalín, cuya capital y centro administrativo es Yuzhno-Sajalinsk.

## Geografía
La isla tiene una forma alargada, mide cerca de 1000 km de norte a sur y entre 30 y 160 km de este a oeste, con una superficie de 76 400 km². En el censo de 2010, tenía 479 500 habitantes.
Sajalín dista unos 7 km del continente en el estrecho de Tartaria y 40 km de la isla de Hokkaido en el estrecho de La Pérouse, siendo considerada geológicamente parte del arco insular del archipiélago japonés. 
Su orografía y estructura geológica se conocen de manera incompleta. Una teoría es que Sajalín surgió del arco de la isla de Sajalín. Casi dos tercios de Sajalín son montañosos. Dos cordilleras paralelas la atraviesan de norte a sur, alcanzando 600-1500 m. La cumbre de los montes Sajalín occidentales es el monte Ichara, 1481 m, mientras que el pico más alto de los montes Sajalín orientales, el monte Lopatin 1609 m, es también la montaña más alta de la isla. El valle Tym-Poronaiskaya separa las dos cordilleras. Las cordilleras Susuanaisky y Tonino-Anivsky atraviesan la isla por el sur, mientras que la pantanosa llanura del norte de Sajalín ocupa la mayor parte del norte.

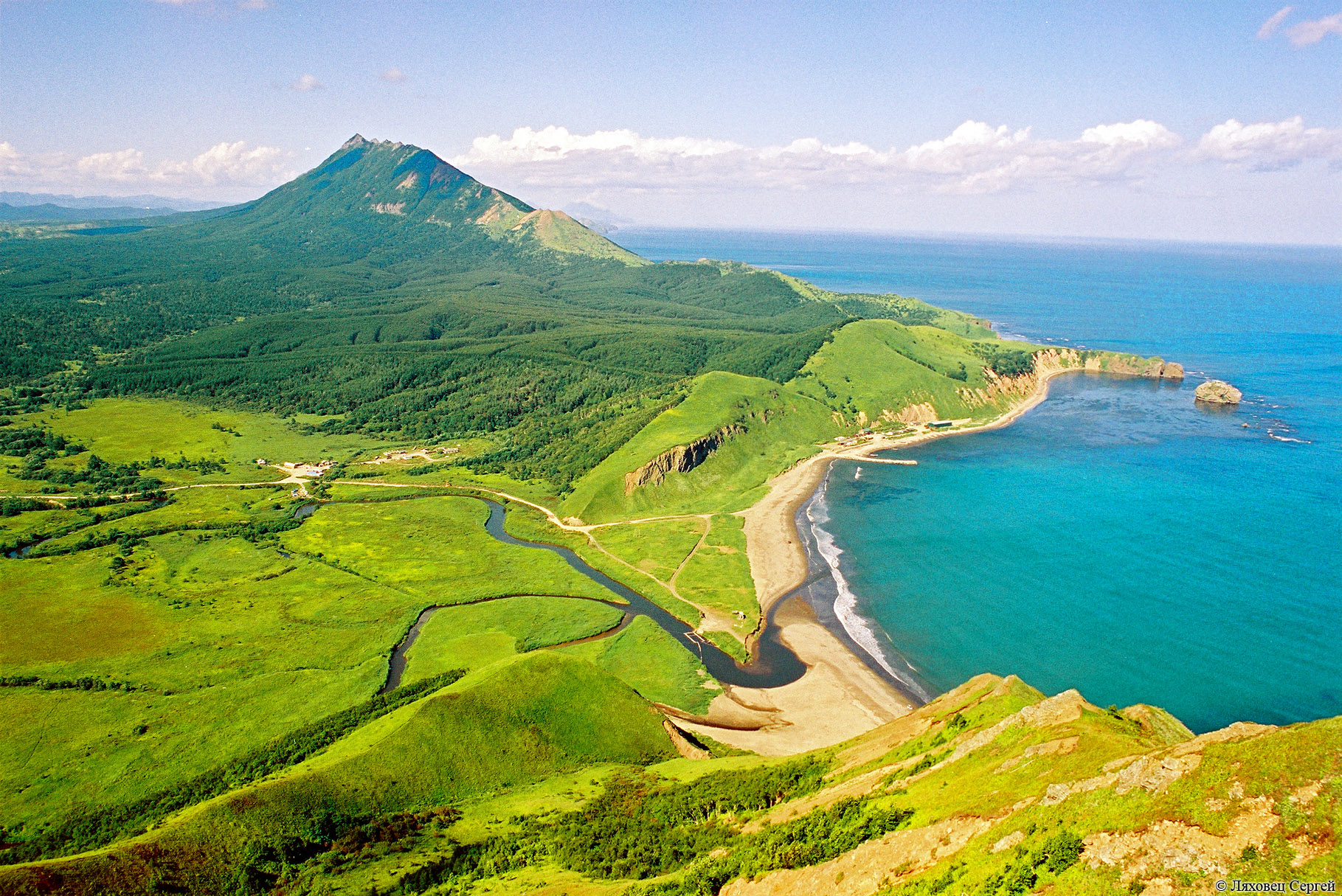
Cordillera de Zhdanko

Las rocas cristalinas afloran en varios cabos; cretácico caliza, que contienen una abundante y específica fauna de gigantescos ammonites, se encuentran en Dui, en la costa occidental; y terciario conglomerados, areniscas, margas, y arcillas, plegados por levantamientos posteriores, se encuentran en muchas partes de la isla. Las arcillas, que contienen capas de buen carbón y abundante vegetación fósil, muestran que durante el Mioceno, Sajalín formaba parte de un continente que comprendía el norte de Asia, Alaska y Japón, y disfrutaba de un clima relativamente cálido. Los depósitos del Plioceno contienen una fauna de moluscos más ártica que la actual, lo que indica que la conexión entre los océanos Pacífico y Ártico era probablemente más amplia que ahora.
Ríos principales: El río Tym, de 330 km de longitud y navegable en balsas y embarcaciones ligeras durante 80 km, fluye hacia el norte y el noreste con numerosos rápidos y bajíos, y entra en el mar de Ojotsk. El río Poronay fluye hacia el sursureste hasta el golfo de la Paciencia o bahía de Shichiro, en la costa sureste. Otros tres pequeños arroyos entran en la amplia y semicircular bahía de Aniva o bahía de Higashifushimi, en el extremo sur de la isla.
El punto más septentrional de Sajalín es el cabo de Elisabeth en la península de Schmidt, mientras que el cabo Crillón es el punto más meridional de la isla.
Sajalín tiene dos islas más pequeñas asociadas, la isla Monerón y la isla Ush. Moneron, la única masa de tierra en el estrecho de Tatar, 7,2 km de largo y 5,6 km de anchura, está a unos 24 millas náuticas (44,4 km) al oeste de la costa más cercana de Sajalín y 41 nmi (75,9 km) de la ciudad portuaria de Nevelsk. La isla de Ush es una isla de la costa norte de Sajalín.

## Clima
El mar de Ojotsk hace que Sajalín tenga un clima frío y húmedo, que va desde el continental húmedo (Köppen Dfb) en el sur hasta el subártico (Dfc) en el centro y el norte. La influencia marítima hace que los veranos sean mucho más frescos que en ciudades del interior de latitud similar, como Harbin o Irkutsk, pero hace que los inviernos sean mucho más nevados y unos grados más cálidos que en las ciudades del interior de Asia Oriental de la misma latitud. Los veranos son brumosos y con poco sol.
Las precipitaciones son abundantes, debido a los fuertes vientos de tierra en verano y a la alta frecuencia de las tormentas del Pacífico Norte que afectan a la isla en otoño. Oscila entre unos 500 mm en la costa noroeste y más de 1200 mm en las regiones montañosas del sur. A diferencia de lo que ocurre en el interior de Asia oriental, con su pronunciado máximo estival, los vientos de tierra aseguran que Sajalín tenga precipitaciones durante todo el año, con un pico en otoño.

## Historia

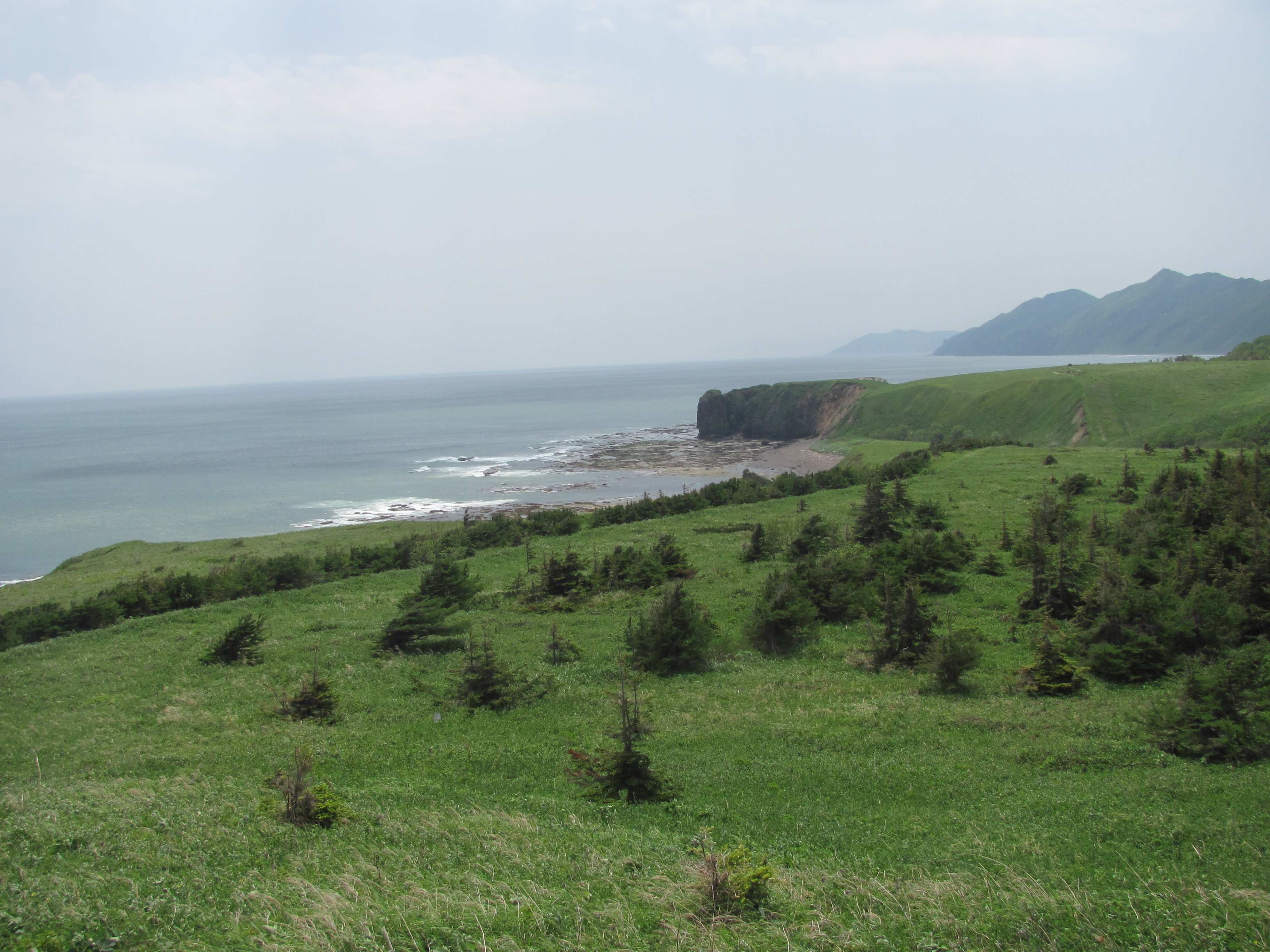
Vista de la isla de Sajalín

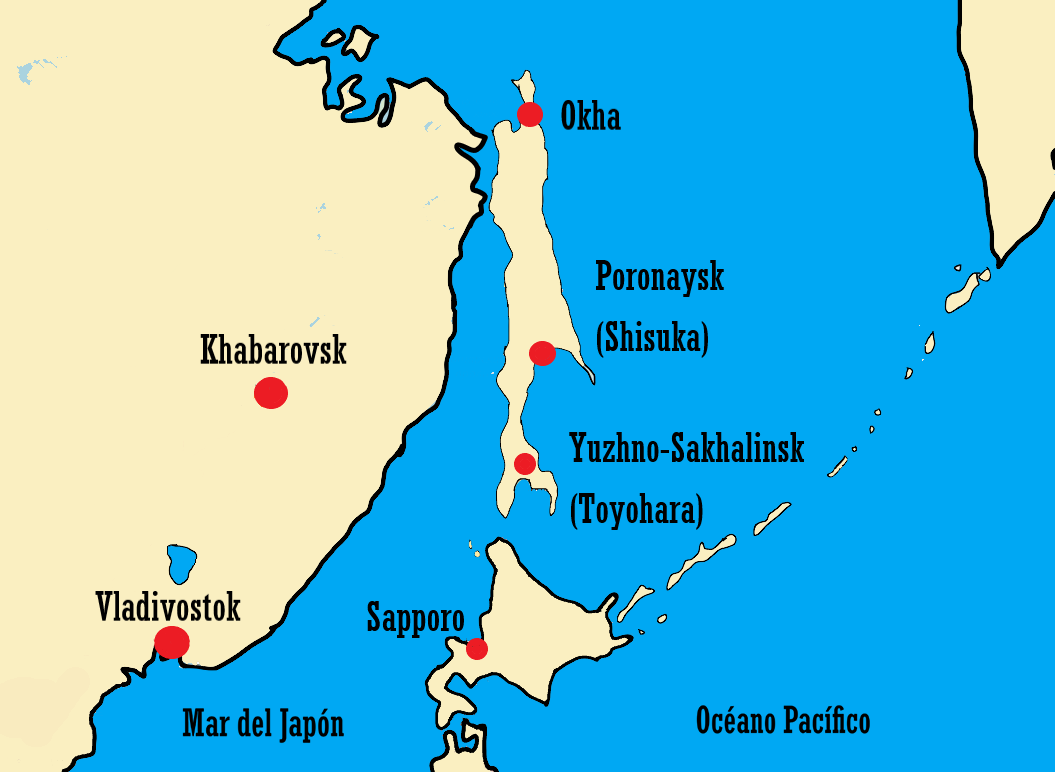
El mapa de Sajalín y sus alrededores.

Según el Libro de Shengmu (en chino tradicional, 聖武記; en chino simplificado, 圣武记; pinyin, Shèngwǔjì), la dinastía Ming envió 400 soldados a Sajalín en 1616. Una frontera de piedra de la era Ming existe aún en la isla. 
El Imperio Qing también reclamó su soberanía sobre la isla y Sajalín estuvo bajo dominio formal chino desde la dinastía Jin en adelante. Sin embargo, Japón y Rusia intentaron colonizar la isla por la misma época. El asentamiento japonés de Ōtomari se estableció en 1679 y también los exploradores rusos llegaron a la isla en el siglo XVII. Los cartógrafos del clan Matsumae crearon un mapa de la isla y la llamaron «Kita-Ezo» (en japonés: Ezo Norte; Ezo es el antiguo nombre de Hokkaidō). Por la parte rusa, el Tratado de Nérchinsk de 1686 reconocía la frontera continental ruso-china en los montes Stanovoi y el río Amur, ambos más septentrionales que Sajalín, por lo que China defiende que el tratado reafirmó Sajalín como territorio chino, si bien no hay una mención explícita a la isla en el tratado.
Durante el siglo XVIII, la soberanía sobre la isla se mantuvo ambigua, adjudicándosela China, Japón y Rusia.
Japón proclamó unilateralmente la soberanía sobre toda la isla en 1845. Sin embargo, los colonos rusos establecieron minas de carbón, instalaciones administrativas, escuelas, prisiones e iglesias en la isla. En 1855, Rusia y Japón firmaron el Tratado de Shimoda ignorando a China, el cual declaraba que los ciudadanos de ambos países podían habitar la isla: rusos en el norte y japoneses en el sur, sin una frontera definida entre ellos. Rusia acordó asimismo desmantelar su base militar en Ōtomari. Tras la guerra del Opio, Rusia y China firmaron el Tratado de Aigun y la Convención de Pekín, según los cuales China renunciaba a Sajalín y otros territorios. En 1857 se estableció una colonia penal rusa que en 1890 visitaría un impresionado Antón Chéjov, dejando constancia escrita de lo que vio. La parte sur de la isla estuvo administrada por los japoneses hasta el Tratado de San Petersburgo de 1875, cuando la isla pasó a ser administrada solamente por Rusia, a cambio de la cesión a Japón de las islas Kuriles. 
Sajalín volvió a quedar dividida entre japoneses y rusos después de la derrota sufrida por estos últimos en la guerra ruso-japonesa de 1905 en la que los japoneses la ocuparon por completo. La parte al sur del paralelo 50° N se asignó a Japón, formando la Prefectura de Karafuto, con capital en Toyohara, y el resto siguió siendo parte del Imperio ruso. La Unión Soviética obtuvo la posesión total del territorio tras invadir el sur de la isla tras romper unilateralmente el Pacto de Neutralidad. Con la derrota de Japón en el marco de la Segunda Guerra Mundial, la posesión de la URSS fue reconocida internacionalmente, algo pactado en la Conferencia de Yalta por la que la URSS lanzó la Operación Tormenta de Agosto. Más de 300 000 habitantes japoneses y coreanos súbditos del imperio permanecieron en la isla durante más de 5 años, trabajando en labores de reconstrucción, y luego fueron deportados. Con base en el Tratado de San Francisco de 1951, Japón renunció a sus derechos sobre el sur de Sajalín, sin reconocer, no obstante, la soberanía rusa sobre ella. Desde la posición oficial de Japón, la atribución de Sajalín aún no está determinada, y está marcada como «tierra de nadie» en los mapas japoneses.
Actualmente este territorio pertenece a la Federación de Rusia. A mediados de los años 1990 Japón propuso al Estado ruso una negociación para comprarle la isla, pero ésta fue rechazada.
Un terremoto en 1995 acabó con la vida de 3000 habitantes de esta isla y otro terremoto que se produjo en 2007 reflotó tres kilómetros cuadrados de suelo marino, convirtiéndose así en tierra seca. Sin embargo, desde finales de los años 1990 la isla vive una relativa prosperidad, fruto de las explotaciones de gas natural, cuyo principal destino es Japón. Además un número creciente de turistas japoneses visitan su antiguo territorio.
La isla de Sajalín, al igual que las islas Kuriles, puede considerarse como un termómetro de las relaciones ruso-japonesas a lo largo de toda su historia y nunca ha dejado de constituir un punto de fricción entre las dos naciones. Si bien en la actualidad Japón ya no le reclama Sajalín a Rusia, debido al Tratado de San Francisco en el cual Japón cedía Sajalín en su totalidad a la Unión Soviética, Japón todavía mantiene su reclamo a Rusia por las islas Kuriles. Hasta antes de que Japón cediera su reclamo a la Unión Soviética por Sajalín, Sajalín no era tan reclamada como las islas Kuriles.

## Demografía

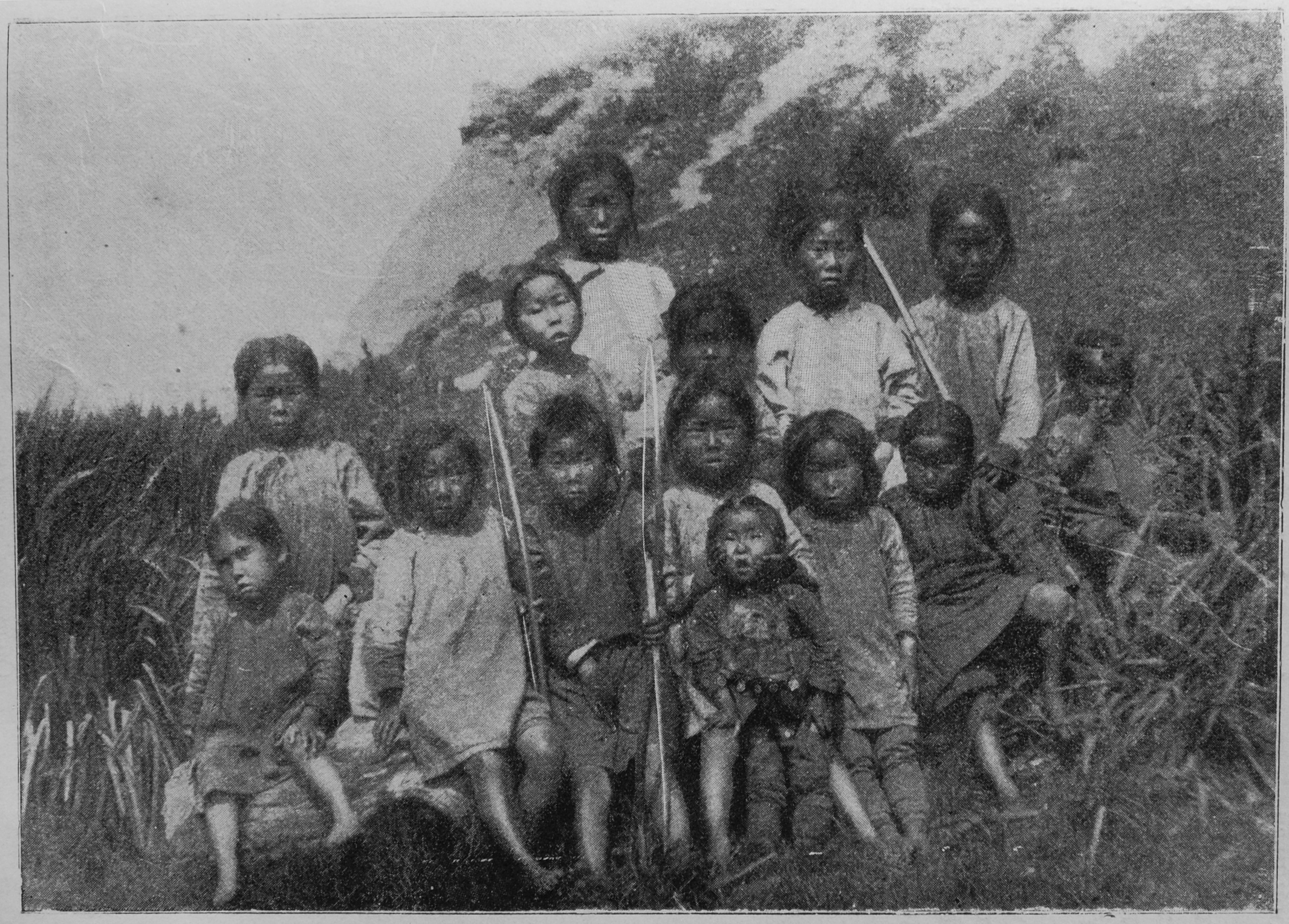
Niños nivj en Sajalín c. 1903

A principios del siglo XX, unos 32 000 rusos (de los cuales más de 22 000 eran convictos) habitaban Sajalín junto con varios miles de habitantes nativos. En 2010, la población de la isla era de 497 973 habitantes, de los cuales el 83 % eran de etnia rusa, seguidos por unos 30 000 coreanos (5,5 %). Las minorías más pequeñas eran los ainu, los ucranianos, los tártaros, los yakutos y los evenki. En la actualidad, los habitantes nativos según el censo ruso de 2002 son unos 5162 nivjis y 346 orok. Los nivjis del norte se alimentan de la pesca y la caza. En 2008 hubo 6416 nacimientos y 7572 muertes.
El centro administrativo del óblast es Yuzhno-Sajalinsk, una ciudad de unos 175 000 habitantes, que cuenta con una importante minoría coreana, normalmente denominada coreanos de Sajalín, que fueron traídos forzados por los japoneses durante la Segunda Guerra Mundial para trabajar en las minas de carbón. La mayor parte de la población vive en la mitad sur de la isla, centrada principalmente en Yuzhno-Sajalinsk y dos puertos, Jolmsk y Korsakov (con una población de unos 40 000 habitantes cada una).
Los 400 000 habitantes de la diáspora japonesa de Sajalín (incluido el pueblo indígena japonizado ainu) que no habían sido ya evacuados durante la guerra, fueron deportados tras la invasión de la parte sur de la isla por la Unión Soviética en 1945, al final de la Segunda Guerra Mundial.

## Economía

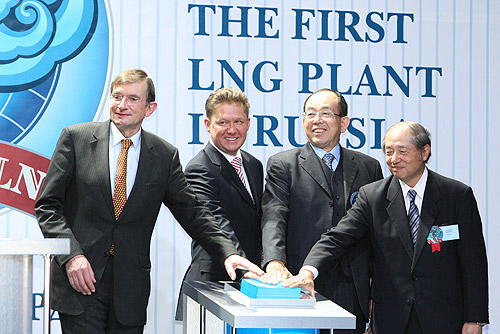
Ceremonia de apertura de una planta de producción de gas natural licuado como parte del proyecto Sajalín-2.

Sajalín es un territorio clásico del "sector primario de la economía", que depende de las exportaciones de petróleo y gas natural, la minería del carbón, la silvicultura y la industria pesquera. En esta isla crecen cantidades limitadas de centeno, trigo, avena, cebada y hortalizas, aunque la temporada de cultivo tiene una media de menos de 100 días.
Tras el colapso de la Unión Soviética en 1991 y la posterior liberalización económica, Sajalín ha experimentado un boom petrolero con una extensa exploración y extracción de petróleo por parte de la mayoría de las grandes corporaciones multinacionales. Las reservas de petróleo y gas natural contienen aproximadamente 14 mil millones de barriles (2,2 km³) de petróleo y 2700 km³ (96 billones de pies cúbicos de gas y se están desarrollando bajo contratos de acuerdos de producción compartida que involucran a compañías petroleras internacionales como ExxonMobil y  Shell.
En 1996, dos grandes consorcios, Sajalín-I y Sajalín-II, firmaron contratos para explorar en busca de petróleo y gas frente a la costa noreste de la isla. Se estimó que los dos consorcios gastarían un total de  US $ 21 000 millones en los dos proyectos; los costos casi se habían duplicado a $ 37 mil millones en septiembre de 2006, lo que provocó la oposición del gobierno ruso. El coste incluirá unos 1000 millones de dólares para mejorar las infraestructuras de la isla: carreteras, puentes, gestión de residuos, aeropuertos, ferrocarriles, sistemas de comunicación y puertos. Además, los proyectos Sajalín III a VI se encuentran en distintas fases de desarrollo.
El proyecto Sajalín I, gestionado por Exxon Neftegas Limited (ENL), completó un acuerdo de reparto de la producción (PSA) entre el consorcio Sajalín I, la Federación Rusa y el gobierno de Sajalín. Rusia está construyendo un oleoducto de 220 km a través del Estrecho de Tatar desde la isla de Sajalín hasta la terminal de De-Kastri en el territorio continental ruso. Desde De-Kastri, el recurso se cargará en buques cisterna para su transporte a los mercados del este de Asia, concretamente Japón, Corea del Sur y China.
Un segundo consorcio, Sakhalin Energy Investment Company Ltd (Sakhalin Energy), gestiona el proyecto Sakhalin II. Ha concluido el primer acuerdo de reparto de la producción (PSA) con la Federación Rusa. Sakhalin Energy construirá dos oleoductos de 800 km que irán desde el noreste de la isla hasta Prigorodnoye (Prigorodnoe) en la bahía de Aniva, en el extremo sur. El consorcio también construirá en Prigorodnoye la primera planta de gas natural licuado que se construye en Rusia. El petróleo y el gas también se destinarán a los mercados de Asia oriental.
Sajalín II ha sido objeto de críticas por parte de grupos ecologistas, en concreto Sakhalin Environment Watch, por verter material de dragado en la bahía de Aniva. A estos grupos también les preocupaba que los oleoductos en alta mar interfirieran en la migración de las ballenas frente a la isla. El consorcio a partir de 2006 ha desviado el oleoducto para evitar la migración de las ballenas. Tras duplicar el coste previsto, el gobierno ruso amenazó con detener el proyecto por motivos medioambientales. Se ha sugerido que el gobierno ruso está utilizando los problemas medioambientales como pretexto para obtener una mayor parte de los ingresos del proyecto y/o forzar la participación de la empresa estatal Gazprom. Los sobrecostes (debidos, al menos en parte, a la respuesta de Shell a los problemas medioambientales), están reduciendo la parte de los beneficios que llegan al tesoro ruso.
En 2000, la industria del petróleo y el gas representaba el 57,5% de la producción industrial de Sajalín. En 2006 se espera que represente el 80% de la producción industrial de la isla. La economía de Sajalín crece rápidamente gracias a su industria del petróleo y el gas.
A partir de 2007, Gazprom se ha hecho con una participación del 50% más uno en Sajalín II al comprar el 50% de las acciones de Shell, Mitsui y Mitsubishi.
En junio de 2021, se anunció que Rusia pretende que la isla de Sajalín sea neutra en carbono para 2025.

## Otros datos
- Existe una raza de gato autóctona, emparentada con el bobtail japonés, llamada bobtail de las Kuriles.
- El ex yokozuna Taihō Kōki nació en esta isla cuando pertenecía a Japón, y sigue siendo considerado japonés de nacimiento.
- En las cercanías de esta isla fue derribado el vuelo 007 de Korean Air Lines en el año 1983.